# Acacia heterophylla
Acacia heterophylla,  el tamarindo de las tierras altas, es una especie arbórea (o arbustiva en más altos sitios)  endémica de la isla Reunión  donde se la nombra comúnmente como tamarin des hauts

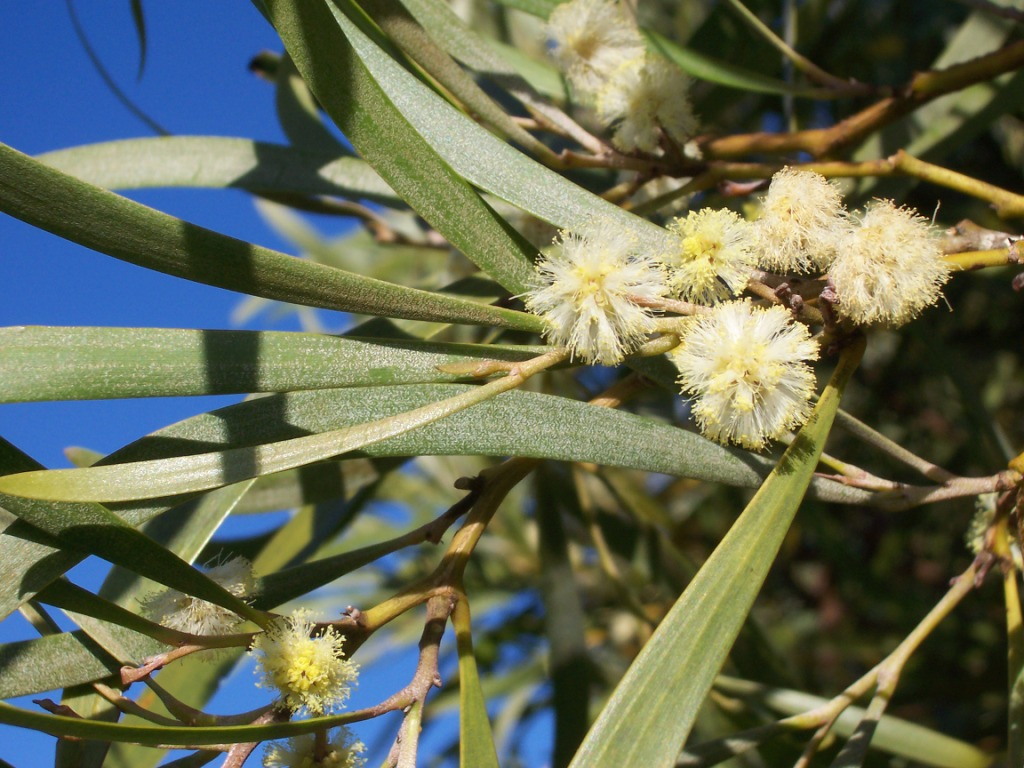
Flores de Acacia heterophylla.

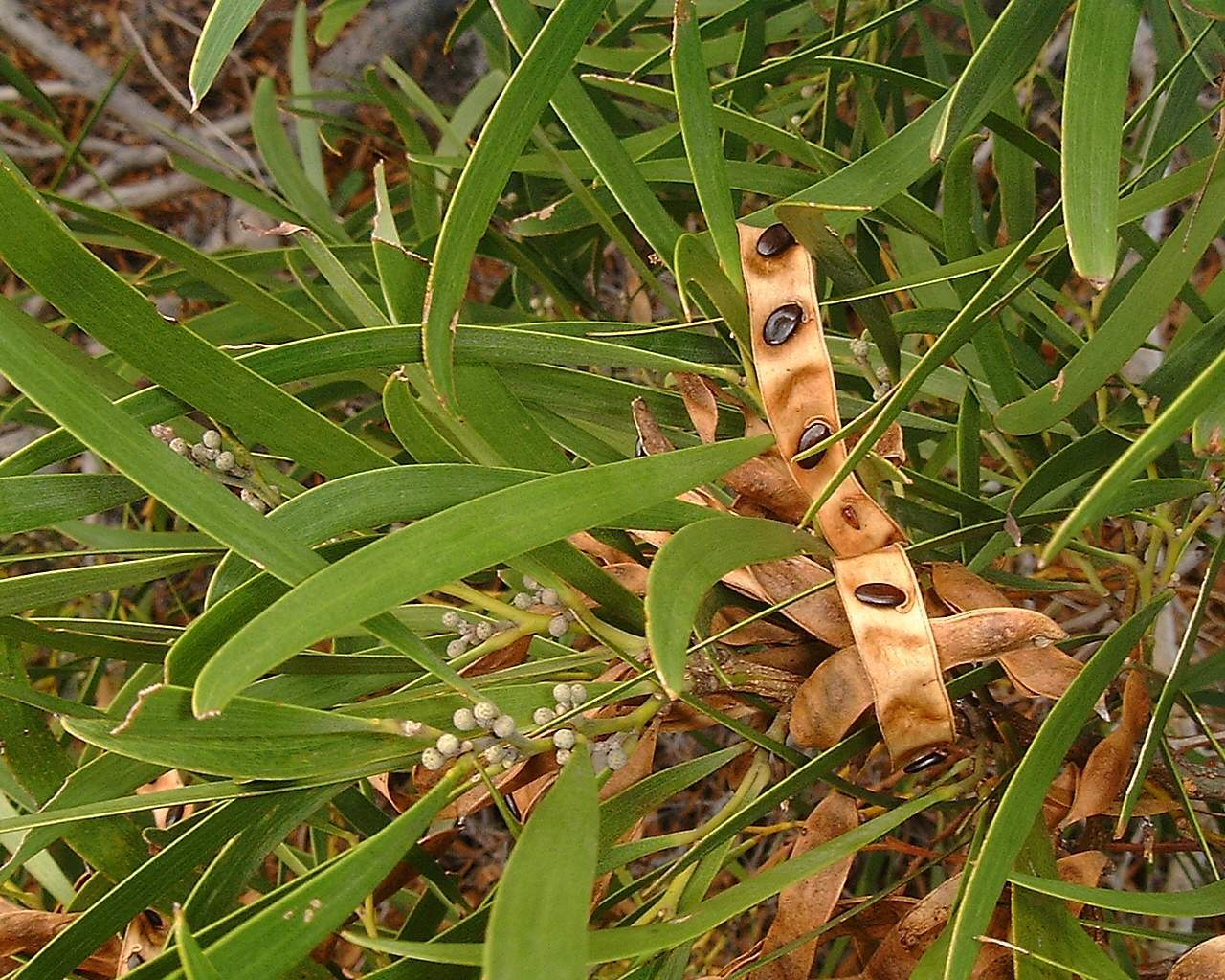
Filodios de Acacia heterophylla.

Fue introducida en Madagascar donde prospera en clima subhúmedo a altitudes de entre 500–1000 m s. n. m.

## Taxonomía
Acacia heterophylla fue descrita por (Lam.) Willd. y publicado en Species Plantarum. Editio quarta 4(2): 1054. 1806.
Etimología
Ver: Acacia: Etimología
heterophylla: epíteto latino que significa "con hojas diferentes".
Sinonimia:
- Acacia brevipes A.Cunn.
- Acacia xiphoclada Baker
- Mimosa heterophylla Lam.[6][7]